# João Ernesto, Duque de Saxe-Eisenach
João Ernesto, Duque de Saxe-Eisenach (Gota, 9 de Julho de 1566 – Eisenach, 23 de Outubro de 1638), foi um duque de Saxe-Eisenach e depois de Saxe-Coburgo.
Era filho mais novo de João Frederico II, Duque da Saxónia e da condessa Isabel do Palatinado-Simmern.

## Primeiros anos
O seu avô, João Frederico I, tinha sido Eleitor da Saxónia, mas perdeu o título para o seu primo Maurício, da linha Albertina, depois da Batalha de Mühlberg. O seu pai tentou recuperar o Eleitorado para a linha Ernestina. Para o conseguir, contratou um cavaleiro foragido, Wilhelm von Grumbach, o que provocou a ira do sacro-imperador, tal como tinha acontecido com o seu pai. Quando João Ernesto tinha apenas um ano de idade, o castelo do seu pai em Gota foi atacado por tropas do príncipe-eleitor Augusto da Saxónia e acabaria por ser conquistado. O seu pai foi condenado a prisão perpétua. A sua mãe, João Ernesto e os seus irmãos mais velhos tiveram de fugir de Gota. Encontraram refúgio na corte do seu tio, João Guilherme, Duque de Saxe-Weimar, que passou a ser o guardião dos seus sobrinhos e herdou as terras que o irmão tinha perdido. Depois de passarem um breve período de tempo em Weimar, João Ernesto, a mãe e os irmãos viveram em Eisenach e Eisenberg.
Mais tarde, o seu tio João Guilherme também se desentendeu com o sacro-imperador. Na Dieta de Speyer (1570), o sacro-imperador decidiu restaurar os direitos hereditários dos três filhos de João Frederico II. Em 1572, o seu irmão mais velho, Frederico Henrique, morreu de febre tifóide. Nesse mesmo ano, através da  Divisão de Erfurt, a decisão tomada na Dieta de Speyer foi levada a cabo: as terras que tinham pertencido ao seu pai foram retiradas a Saxe-Weimar, e juntou-as no novo Ducado de Saxe-Coburgo-Eisenach. João Ernesto e o seu único irmão ainda vivo, João Casimiro, tornaram-se governantes do novo país. Enquanto não atingiram a maioridade, as terras ficaram à guarda de três príncipes-eleitores: Frederico III do Palatinado (o seu avô materno), João Jorge de Brandemburgo e Auggusto da Saxónia.

## Subida ao trono

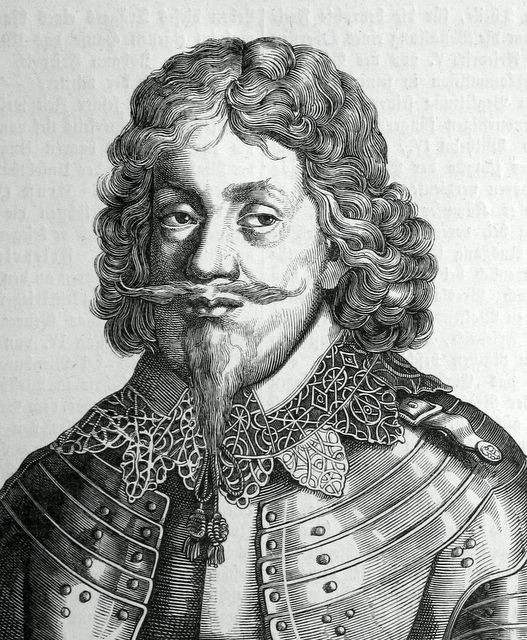
João Ernesto de Saxe-Eisenach.

A duquesa Isabel mudou-se para Áustria, para ficar mais próxima do seu marido, que continuava sob custódia imperial. Os dois jovens príncipes mudaram-se para Coburgo, a futura capital do novo ducado. Seis anos depois, João Ernesto João Ernesto viu os pais pela última vez e passou a ser educado por estranhos. Em 1578 visitou a Universidade de Leipzig na companhia do irmão. Em 1586, depois de o seu irmão mais velho se casar com a princesa Ana da Saxónia, filha do príncipe-eleitor Augusto, o período de regência terminou oficialmente e os dois irmãos puderam começar a governar sozinhos o ducado de Saxe-Coburgo-Eisenach. Durante dez anos, os dois irmãos governaram o ducado em conjunto, no entanto era João Casimiro quem tinha as maiores responsabilidades governamentais, uma vez que era o irmão mais velho. Para ter uma residência separada do irmão, João Ernesto mudou-se para a pequena cidade de Marksuhl em 1587. 

### Duque de Saxe-Eisenach
Em 1590, João Ernesto decidiu retirar-se por completo do governo do ducado, uma decisão com a qual o seu irmão concordou completamente. Foi acordado que João Casimiro iria governar sozinho durante cinco anos e, quando esse período terminou, os dois irmãos concordaram em dividir o ducado entre si num tratado. O ducado de Saxe-Eisenach ficou para João Ernesto, tornando-se um território independente de Saxe-Coburgo, que ficou para João Casimiro. Assim, pela primeira vez na História, Saxe-Eisenach tornou-se um território independente dentro do Saco Império Romano-Germânico. Durante o seu primeiro ano no trono, João Ernesto continuou a viver em Marksuhl, uma vez que a capital do seu novo ducado, Eisenach, ainda tinha poucos habitantes e não estava pronta para o receber.
Em 1598, João Ernesto criou no seu ducado o seu próprio Landesregierung (Governo Federal e Estatal) e um Konsistorium. Em 1633, o seu irmão João Casimiro morreu sem deixar descendentes. Assim, João Ernesto recebeu Saxe-Coburgo e governou os dois ducados em conjunto numa união pessoal até à sua morte, continuando, no entanto, a viver em Eisenach.

## Casamentos e descendência
Em Wiener Neustadt a 23 de Novembro de 1591 João Ernesto casou-se com a sua primeira esposa, a princesa Isabel de Mansfeld-Hinterort, que acabaria por morrer apenas quatro dias depois de dar à luz o único filho do casalː
1. João Frederico, Príncipe Hereditário de Saxe-Coburgo-Eisenach (nascido e morto a 8 de Abril de 1596).

Em Rotenburgo, a 14 de Maio de 1598, João Ernesto casou-se com a sua segunda esposa, a princesa Cristina de Hesse-Cassel. O casamento foi feliz, mas o casal não teve filhos.
Com a morte de João Ernesto, a linha sénior de Saxe-Coburgo-Eisenach foi extinta. O seu principado foi dividido (segundo as regras da linha Ernestina) entre Saxe-Weimar e Saxe-Altenburgo.

## Genealogia
| João Ernesto, Duque de Saxe-Eisenach | Pai: João Frederico II, Duque da Saxónia | Avô paterno: João Frederico I, Eleitor da Saxônia | Bisavô paterno: João, Eleitor da Saxónia                   |
| João Ernesto, Duque de Saxe-Eisenach | Pai: João Frederico II, Duque da Saxónia | Avô paterno: João Frederico I, Eleitor da Saxônia | Bisavó paterna: Sofia de Mecklemburgo (1481–1503)          |
| João Ernesto, Duque de Saxe-Eisenach | Pai: João Frederico II, Duque da Saxónia | Avó paterna: Sibila de Cleves                     | Bisavô paterno: João III, Duque de Cleves                  |
| João Ernesto, Duque de Saxe-Eisenach | Pai: João Frederico II, Duque da Saxónia | Avó paterna: Sibila de Cleves                     | Bisavó paterna: Maria de Jülich-Berg                       |
| João Ernesto, Duque de Saxe-Eisenach | Mãe: Isabel do Palatinado-Simmern        | Avô materno: Frederico III, Eleitor Palatino      | Bisavô materno: João II, Conde Palatino de Simmern         |
| João Ernesto, Duque de Saxe-Eisenach | Mãe: Isabel do Palatinado-Simmern        | Avô materno: Frederico III, Eleitor Palatino      | Bisavó materna: Beatriz de Baden                           |
| João Ernesto, Duque de Saxe-Eisenach | Mãe: Isabel do Palatinado-Simmern        | Avó materna: Maria de Brandemburgo-Kulmbach       | Bisavô materno: Casimiro, Marquês de Brandemburgo-Bayreuth |
| João Ernesto, Duque de Saxe-Eisenach | Mãe: Isabel do Palatinado-Simmern        | Avó materna: Maria de Brandemburgo-Kulmbach       | Bisavó materna: Susana da Baviera                          |